# Wapen van Kimswerd

Wapen van Kimswerd

Het wapen van Kimswerd is het dorpswapen van het Nederlandse dorp Kimswerd, in de Friese gemeente Súdwest-Fryslân. Het wapen werd in 1969 geregistreerd.

## Beschrijving
De blazoenering van het wapen in het Fries luidt als volgt:
Yn blau in gouden peal, biladen mei in read swurd.
De Nederlandse vertaling luidt als volgt: 
In blauw een gouden paal, beladen met een rood zwaard.
De heraldische kleuren zijn: azuur (blauw), goud (goud) en keel (rood).

## Symboliek
- Zwaard: verwijst naar Pier Gerlofs Donia, een vrijheidsstrijder die in Kimswerd woonde.[2]

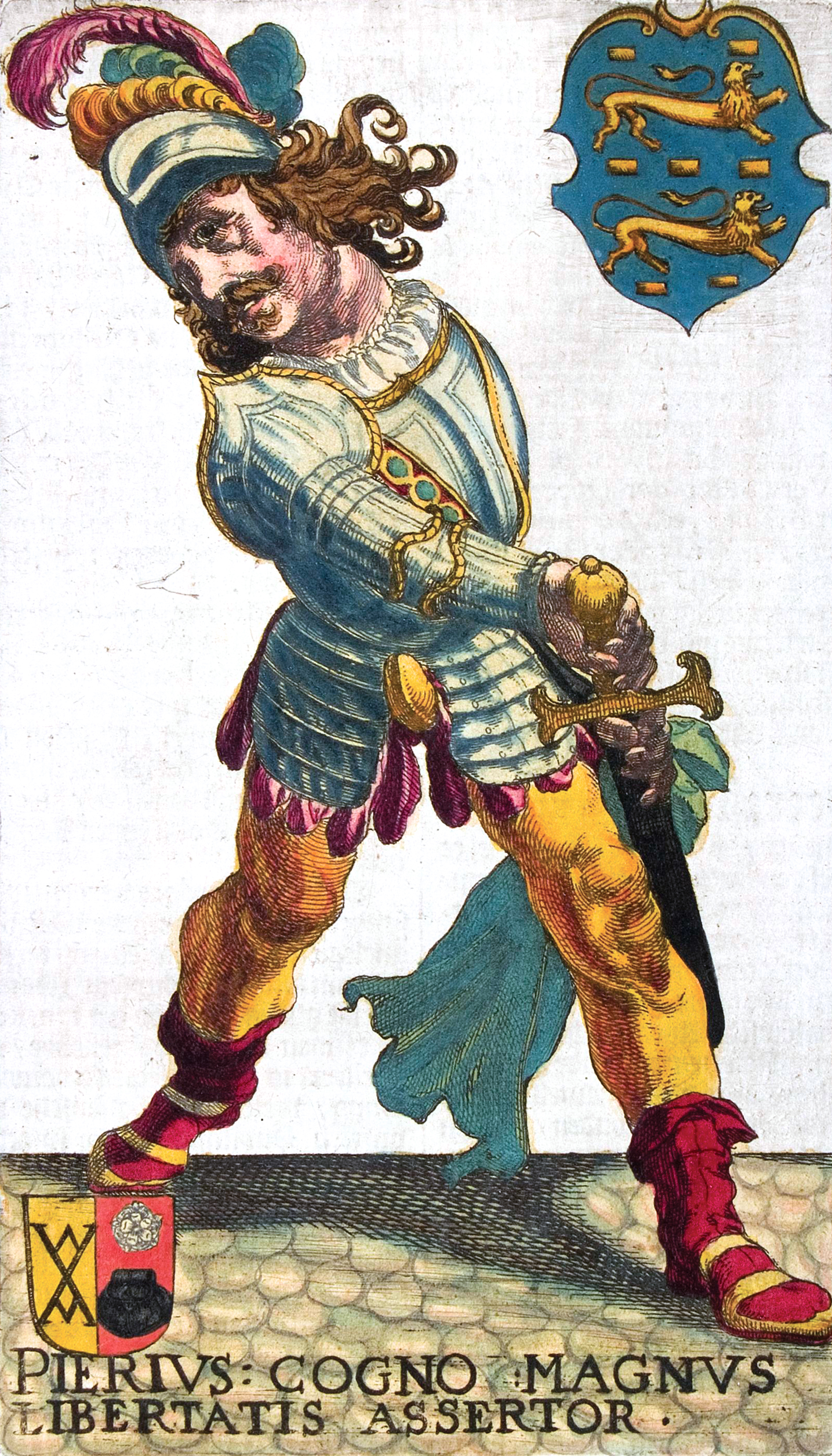
Pier Gerlofs Donia met zwaard.

## Zie ook

Vlag van Kimswerd